# Ayoó de Vidriales
Ayoó de Vidriales település Spanyolországban,  Zamora tartományban. Ayoó de Vidriales Fuente Encalada, Santibáñez de Vidriales, Brime de Sog, San Pedro de Ceque, Uña de Quintana, Cubo de Benavente, Castrocontrigo és Castrocalbón községekkel határos. Lakosainak száma 274 fő (2024).

## Népesség
A település lakosságának változását az alábbi diagram mutatja:
| Lakosok száma | 465  | 426  | 402  | 397  | 372  | 368  | 339  | 308  | 273  | 274  |
|               | 2001 | 2004 | 2007 | 2009 | 2012 | 2014 | 2017 | 2019 | 2022 | 2024 |